# John Mueller
John E. Mueller (Saint Paul, 21 giugno 1937) è un docente statunitense di scienze politiche nel campo delle relazioni internazionali, nonché uno studioso di storia della danza.
È riconosciuto per le sue idee sulla "banalità della guerra etnica" e per la teoria secondo cui i principali conflitti mondiali stanno rapidamente diventando obsoleti.

## Carriera
Nato a Saint Paul, Minnesota, ha ricevuto la sua AB (Bachelor's degree) dal Università di Chicago nel 1960 e il suo Master (Tesi: The Politics of Fluoridation in Seven California Cities) e dottorato di ricerca (PhD Tesi: Reason and Caprice: Ballot Patterns in California) all'UCLA nel 1963 e nel 1965, rispettivamente.
Attualmente ricopre la carica di Chair of National Security Studies presso il Mershon Center for International Security Studies ed è professore di scienze politiche e danza presso la Ohio State University.
Mueller è stato ospite di Jon Stewart nell'episodio del 31 ottobre 2006 di The Daily Show con Midwest Midterm Midtacular: Battlefield Ohio, discutendo del suo libro Overblown. È apparso anche nel programma di Fox News: Hannity & Colmes e sul C-SPAN del Washington Journal, il 17 dicembre 2006, discutendo di nuovo di Overblown e ha risposto alle domande degli spettatori per 54 minuti.
Il 23 febbraio 2006, Mueller è stato ospite dello speciale 20/20 intitolato "Scared Stiff: Worried in America with John Stossel".
Il libro di Mueller del 2004, The Remnants of War, è stato insignito del Lepgold Prize della Georgetown University come miglior libro di quell'anno sulle relazioni internazionali.
Il libro Atomic Obsession di Mueller del 2010 presenta il caso che le armi nucleari hanno avuto poca importanza storica, e che il loro potere distruttivo è esagerato istericamente, che la proliferazione nucleare è stata più lenta e più limitata delle previsioni tradizionali e che tali armi sono praticamente inutili e sono uno spreco di denaro, tempo e talento.
Il libro di Mueller del 1973: War, Presidents and Public Opinion ha ricevuto il primo Warren J. Mitofsky Award for Excellence in Public Opinion Research dal Roper Center for Public Opinion Research presso l'Università del Connecticut nel 2007, per essere "un libro pionieristico nella ricerca sull'opinione pubblica, nelle scienze politiche e nell'uso dei dati del Roper Center". Questo libro presentava la prima definizione di ciò che è noto come la sindrome Rally ‘Round the Flag. Ha anche analizzato la copertura della stampa dell'Offensiva del Tét durante la guerra del Vietnam.
Sebbene noto principalmente come scienziato politico, Mueller è anche un esperto di danza filmata e una delle principali autorità sul lavoro di Fred Astaire in particolare, avendo pubblicato Astaire Dancing - The Musical Films nel 1985, divenuta un'opera di riferimento ed è stata premiata dalla Dance Perspectives Foundation come "il più illustre manoscritto di un libro nella storia della danza", gli fu assegnato, inoltre, il premio de la Terre Buono. È anche autore degli articoli di riferimento su Astaire per American National Biography e International Encyclopedia of Dance. Per giunta, ha pubblicato molto su Dance Chronicle, Quarterly Review of Film Studies, Cinema Journal e Dance Magazine.
Nel 2007, Mueller ricevette il premio Warren J. Mitofsky  da parte del Consiglio di amministrazione del Centro Roper per la ricerca sull'opinione pubblica della Cornell University per l'eccellenza nella ricerca sull'opinione pubblica.

## Pubblicazioni
- "Capitalism, Peace, and the Historical Movement of Ideas", International Interactions, 36/2 (2010) pp.   169–184
- Atomic Obsession: Nuclear Alarmism From Hiroshima to Al-Qaeda (Oxford University Press, 2010) ISBN 0-19-538136-X
- "War Has Almost Ceased to Exist", Political Science Quarterly, 124 (2009) pp.   297–321
- Overblown: How Politicians and the Terrorism Industry Inflate National Security Threats, and Why We Believe Them (Free Press, 14 novembre 2006) ISBN 1-4165-4171-3
- "Is There Still a Terrorist Threat?", Affari esteri, settembre / ottobre 2006
- The Remnants of War (Cornell University Press 2004) ISBN 0-8014-4239-7
- Capitalism, Democracy, and Ralph's Pretty Good Grocery (Princeton University Press 2001) ISBN 0-691-09082-3
- Quiet Cataclysm: Reflections on the recent Transformation of World Politics (Longman 1997) ISBN 0-673-99327-2
- Policy and Opinion in the Gulf War (University of Chicago Press 1994) ISBN 0-226-54565-2
- Retreat from Doomsday: The Obsolescence of Major War (Basic Books, 1989) ISBN 0-465-06939-8
- Astaire Dancing - The Musical Films of Fred Astaire (Knopf 1985) ISBN 0-394-51654-0
- Astaire Dancing - The Musical Films of Fred Astaire (25th Anniversary Edition — Digitally Enhanced, The Educational Publisher 2010) ISBN 1-934849-31-6